# Kenneth III
Kenneth III ou  Cináed mac Duib (gaélique: Coinneach mac Dhuibh) anglicisé en Kenneth III, surnommé « An Donn », « le Chef » ou  « le Brun », (c. 966 – 25 mars 1005) est roi des Scots de 997 à 1005. Il est le fils de  Dubh (Dubh mac Maíl Coluim). Plusieurs sources se réfèrent à lui comme  Giric fils de Kenneth fils de Dubh, ce qui semble une erreur. L'autre hypothèse est que Kenneth a un fils nommé, Giric, qui règne conjointement avec lui,,.

## Origine

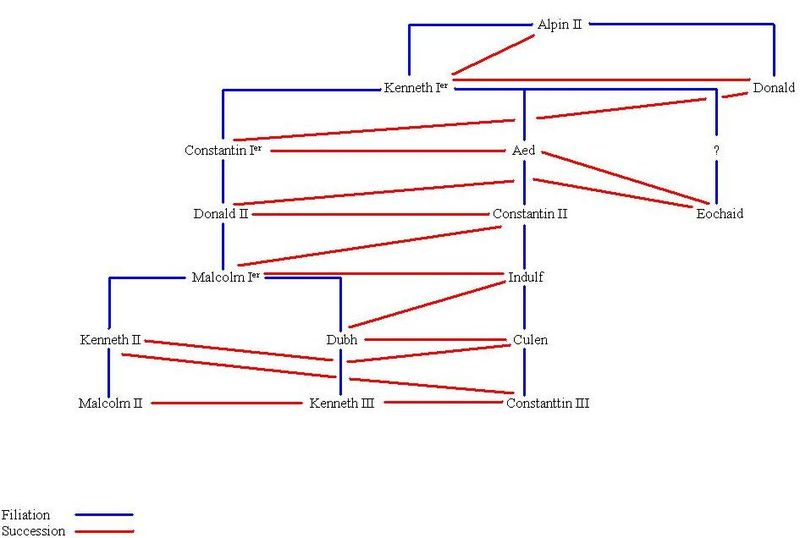
Schéma de la succession dynastique.

Kenneth III ou Cináed mac Duib est le fils du roi Dubh (mort en 966), un cousin éloigné de son prédécesseur Constantin III, et le cousin germain de son successeur Malcolm II.

## Règne
Lorsque Constantin III est tué en 997, Kenneth devient roi. Sa victoire représente la défaite définitive de la lignée rivale de la dynastie issue du roi Aed (mort en 878). Après ce triomphe de Kenneth III, la compétition pour le trône reprend avec les descendants de Malcolm Ier qui sont des parents plus proches. C'est ainsi que les Annales des quatre maîtres mentionnent en 998 que
Dunghal mac Cinaedh [mac Mael Coluim ?] est tué par Gillacoimghim mac Cinaedh [mac Duhh ?].
Le 25 mars 1005, Kenneth III est tué lors de la bataille de Monzievaird près de Crieff dans l'actuel Strathearn par son cousin Malcolm II qui lui succède. Une source postérieure et contestable indique qu'il est inhumé à Iona.

## Postérité
Boite mac Cinaeda, dont le petit-fils est tué en 1033 par Malcolm II, était peut-être le fils de Kenneth III comme le propose Alfred P. Smyth mais selon Dauvit Broun il est beaucoup plus probable qu'il soit celui de Kenneth II (mort en 995).
Voir aussi l'hypothèse plus plausible d'Alex Woolf exposée dans l'article sur Kenneth II.
Giric II, le fils supposé de Kenneth III, est, selon Dauvit Broun, « apparemment le produit de l'erreur d'un copiste », mais Kenneth III eut sans doute un autre fils dont les descendants formèrent le « clann Duib » devenu ensuite le Clan MacDuff.
Une curieuse entrée dans les Annales d'Ulster indique enfin qu'en 1035:
« Cathal mac Amalgaid roi de l'ouest du Leinster et son épouse la fille du fils de Gilla Caemgien mac Cinaed… et son chien… furent tués en même temps par Cellach mac Dunchad. »